# Krzysztof Jagiełło
Krzysztof Ryszard Jagiełło (ur. 30 lipca 1952) – polski polityk, samorządowiec, prezydent miasta Łodzi od czerwca do listopada 2002.

## Życiorys
Urodził się w rodzinie robotniczej. W 1980 należał przez tydzień do "Solidarności". W latach 1980–1990 był członkiem Polskiej Zjednoczonej Partii Robotniczej. Od 1976 działał w Związku Socjalistycznej Młodzieży Polskiej. W 1983 został jego przewodniczącym w łódzkiej dzielnicy Widzew, a w 1985 w łódzkim KW PZPR. W latach 80. studiował w Akademii Nauk Społecznych przy KC PZPR, jednak tytuł magistra uzyskał w 2002 na Wydziale Studiów Międzynarodowych i Politologicznych Uniwersytetu Łódzkiego. W wyborach parlamentarnych w 1997 bez powodzenia ubiegał się o mandat poselski z listy Sojuszu Lewicy Demokratycznej w województwie łódzkim (otrzymał 849 głosów). W czerwcu 2002 objął obowiązki prezydenta Łodzi (od 2001 był jej wiceprezydentem). Bez powodzenia ubiegał się o reelekcję w wyborach bezpośrednich w 2002 jako kandydat KKW SLD–Unia Pracy (przegrał w II turze z Jerzym Kropiwnickim). Kierował strukturami miejskimi SLD. W wyborach samorządowych w 2006 bezskutecznie kandydował do sejmiku województwa łódzkiego z listy Lewicy i Demokratów. Później opuścił SLD, a od 2008 do 2010 był wiceprzewodniczącym Polskiej Lewicy i szefem okręgu łódzkiego tej partii.
Od 2008 pełni obowiązki prezesa zarządu Zakładu Szlifierek Ponar – Łódź sp. z o.o.